# Округ Камберланд (Северна Каролина)
Камберланд (енгл. Cumberland County) је округ у америчкој савезној држави Северна Каролина.

## Демографија
По попису из 2010. године број становника је 319.431, што је 16.468 (5,4%) становника више него 2000. године.
| Група             | 2000.           | 2010.           |
| Белци             | 159.304 (52,6%) | 150.749 (47,2%) |
| Афроамериканци    | 105.731 (34,9%) | 117.117 (36,7%) |
| Азијати           | 5.694 (1,9%)    | 7.090 (2,2%)    |
| Хиспаноамериканци | 20.919 (6,9%)   | 30.190 (9,5%)   |
| Укупно            | 302.963         | 319.431         |